# Kevin Bowring
Kevin W. Bowring (Neath, 9 maggio 1954 – Neath, 11 ottobre 2024) è stato un rugbista a 15, allenatore di rugby a 15 e dirigente sportivo gallese, che fu il primo commissario tecnico professionista del Galles, per la cui selezione B militò anche nel ruolo di terza linea ala; fu anche per 14 anni direttore dello sviluppo degli allenatori di alto livello per la federazione inglese e, più recentemente, anche di quella gallese.

## Biografia
Proveniente da Neath, militò negli anni settanta nella squadra della sua città come terza linea ala e successivamente fu in Inghilterra ai London Welsh; fu anche responsabile di educazione fisica e rugby al Clifton College di Bristol ai tempi in cui divenne allenatore delle giovanili del Galles una volta terminata l'attività di giocatore.
Prese in carico la formazione nazionale del Galles a seguito della mancata qualificazione ai play-off della Coppa del Mondo di rugby 1995 in Sudafrica, e divenne il primo allenatore professionista della storia del rugby nazionale.
La conduzione di Bowring, in un periodo di trasformazione del gioco da amatoriale a professionistico, fu altalenante, anche se riuscì a vincere più della metà degli incontri diretti (15 su 29), benché solo 4 su 12 nel Cinque Nazioni: pesarono, tuttavia, nell'edizione 1998 due gravi sconfitte, 26-60 contro l'Inghilterra e uno 0-51 interno contro la Francia; benché non formalmente licenziato dalla WRU, Bowring rivolse alla federazione una serie di richieste tecniche per incrementare il livello del rugby giocato, ma l'organismo decise che tali richieste non fossero ammissibili e le due parti, nel maggio 1998, decisero di separarsi, a due giorni dal quarantaquattresimo compleanno del commissario tecnico.
Al suo posto fu assunto il neozelandese Graham Henry per uno stipendio di poco più di 230 000 sterline l'anno, circa 5 volte superiore a quello di Bowring.
Nelle stagioni successive fu in Inghilterra al Newbury e in Galles all'UWIC, oggi noto come Cardiff Metropolitan University.
Nel settembre 2001 fu ingaggiato dalla federazione inglese come responsabile dei tecnici di alto livello e delle accademie di formazione dei giovani giocatori; durante la sua dirigenza sovrintese al lavoro di sei commissari tecnici inglesi, Clive Woodward, Andy Robinson, Brian Ashton, Martin Johnson, Stuart Lancaster ed Eddie Jones, attraverso quattro edizioni della Coppa del Mondo; poco prima della Coppa del Mondo di rugby 2015 comunicò il ritiro dall'incarico al termine della stagione 2015-16.
A settembre 2017 ricevette un nuovo incarico, in tale occasione dalla federazione gallese, per sovrintendere e sviluppare l'attività tecnica nelle regioni.